# Mit
Mitul este o povestire fabuloasă care cuprinde credințele popoarelor (antice) despre originea universului (cosmogeneză) și a fenomenelor naturii, despre zei și eroi legendari. Mitul implică ființe spirituale, precum Dumnezeu, îngeri sau demoni și personaje fantastice.
Identitatea culturală a fiecărui popor poate fi reflectată de miturile și legendele care l-au însoțit pe tot parcursul dezvoltării lui. De aceea, este foarte important să fie cunoscută literatura de natură populară, miturile și legendele care au circulat odinioară.

## Definiții
Conține oameni-animale, precum și existența unei alte lumi. Încercând să definească mitul, Eliade arată că acesta „povestește o istorie sacră; el relatează un eveniment care a avut loc în timpul primordial, timpul fabulos al «începuturilor». Altfel zis, mitul povestește cum, mulțumită isprăvilor ființelor supranaturale, o realitate s-a născut, fie că e vorba de realitatea totală, Cosmosul, sau numai de un fragment: o insulă, o specie vegetală, o comportare umană, o instituție. E așadar întotdeauna povestea unei «faceri»: ni se povestește cum a fost produs ceva, cum a început «să fie». Mitul nu vorbește decât despre ceea ce s-a întâmplat «realmente», despre ceea ce s-a întâmplat pe deplin“. Sens particular: Filosofii epocii post-mitice, precum Protagoras, Empedocle și Platon folosesc mitul ca pe o punere în scenă alegorică cu scopul de a-și face înțeleasă opera. De exemplu, Platon creează mituri originale (cum ar fi mitul peșterii), sau readaptează miturile anterioare.
a) Mitul este o povestire fabuloasă care cuprinde credințele popoarelor (antice) despre originea universului și a fenomenelor naturii, despre zei și eroi legendari, etc. b) Mitul este o poveste, o legendă, un basm.Dicționarul Explicativ al Limbii Române, Ediția a II-a, Univers Enciclopedic, București, 1996.
Narațiune alegorică sau legendă despre zei și eroi care personifică forțe ale naturii sau ale societății. Având o factură folclorică și transmițându-se oral, mitul multor popoare au fost culese la un moment dat și transformate în epopei, care reprezintă adevărate monumente ale vechilor culturi și fac parte din tezaurul culturii universale (ex. epopeele homerice, indice, etc.). Miturile au o tipologie variată și o sferă tematică foarte largă. Astfel, miturile teogonice (ex. Teogonia lui Hesiod) povestesc cum au apărut zeii sau cum și-au împrățit aceștia atributele; miturile cosmogonice (ex. cele din Upanișade și din Biblie), povestesc cum a apărut lumea; miturile etiologice se referă la originea unor fenomene, ritualuri, instituții, etc. (ex. mitul Pandorei, care încearcă sa explice originea răului). Rapsoziin populari și ulterior artiștii culți s-au abătut adeseori de la spiritul mistic, religios, lăsând să se reflecte în mituri tendințe care în esență sunt profane (ex. mitul lui Promoteu). Unele dintre cele mai frumoase mituri cântă sentimente etern umane: dragostea nețărmurită (ex. mitul lui Orfeu și Euridice), prietenia (mitul lui Oreste și Pilade), dorul neîmplinit (mitul lui Eros și Psyche), etc. Datorită caracterului lor simbolic complex și unor elemente general-umane, miturile au constituit o sursă permanentă de inspirație pentru creatorii din toate domeniile artei.Dicționar Enciclopedic Român, Vol. III, K - P, Editura Politică, București, 1965.
Mitul (definiție externă, perspectivă externă asupra acestuia) este o povestire fabuloasă de origine populară și necugetată, în care agenți impersonali, cel mai adesea forțe ale naturii, sunt prezentate sub formă de ființe personale ale căror acțiuni și aventuri au un sens simbolic.De la certitudine la dubiu - Filozofie și raționalitate, Robert Paradis, Georges Ouellet, Pierre Bordeleau, E.R.P.I., 2001, cu citare din "Vocabular tehnic și critic al filozofiei", André Lalande, Paris, P.U.F., 1968.
Mitul (definiție internă: mitul este explicat din punctul de vedere al mitului însuși) este o poveste orală sau scrisă prin care un grup uman ilustrează sensul care îl dă valorilor sale, legându-le de un moment fondator, anume acela al originii. Această poveste angajează membrii grupului să acționeze în sensul valorilor pe care ea le vehiculează. De exemplu, mitul biblic al păcatului originar, explică cum gesturi făcute la origine devin fondatoare ale realității umane prezente. El arată de ce oamenii de azi suferă și cum se pot ei insera în procesul de mântuire propus de către religia creștină
Mitul este o poveste care relatează evenimentele situate la origine, în timpurile fără seamăn ale începuturilor: apariția cosmosului, a omului, a plantelor și animalelor, emergența vieții. Este timpul fondator al credinței omului într-o divinitate sau un singur Dumnezeu. Sensul miturilor variază de la o epocă la alta. Două curente de interpretare au existat dintotdeauna. Primul ne spune că mitul este o poveste fabuloasă, inventată, imaginară. Celălalt curent explică că mitul este o poveste care traduce realitatea sub o formă simbolică. Limbajul mitic uzează așadar de cuvinte care sunt simboluri, adică de cuvinte cu sensuri aparente, în spatele cărora se ascund alte sensuri. Pentru cercetători ca Mircea Eliade, mitul este expresia unui mesaj codat căruia trebuie să-i găsim cheia de decodare. Mitul este o poveste a originilor omului și în același timp mărturisește și modul în care trebuie să concepem originea zeilor, adică a religiei. Astfel, un mit egiptean nu are un același sens cu unul hindus. Forma narativă este identică, dar modurile fiecăruia dintre ele de a concepe lumea sunt diferite.Spiritualități și religii, Sylvie Barnay, France Loisirs, 2004.
Pentru Lucian Blaga mitul reprezintă „visurile colective ale popoarelor…, întîile mari manifestări ale unei culturi.
”

## Natura mitului
Mitul este o relatare narativă, fabuloasă, care pune în scenă ființe ce încarnează sub formă simbolică forțe ale naturii sau aspecte ale condiției umane. "Simbolul" este un obiect sau eveniment care trimite la altceva decât la ceea ce indică îm mod direct, care posedă deci un sens "secund" mai profund decât cel "primar" sau "literal". El este expresia unui lucru pe care n-am știi să-l definim de-o manieră mai clară, mai precisă. Simbolul consistă deci în transformarea unui obiect, unui gest sau unui cuvânt în ceva diferit, care devine astfel semnul unei realități considerate mai înalte, mai cuprinzătoare. Astfel, pentru patriot, o bucată de cârpă se transformă în drapel pentru că el reprezintă atașamentul său pentru grupul național de la care se revendică. N-am înțelege nimic din comportamentul său dacă n-am asocia acestei bucăți de cârpă o valoare care o depășește. Patriotul este invadat de un sentiment în prezența drapelului și doar acest sentiment contează pentru el. Mitul nu este deci în primul rând "o poveste pentru cei slabi cu duhul", ci o relatare al cărui sens trebuie descoperit și a cărei descoperire dă sens unei experiențe sau unei vieți. Mitul religios este expresia simbolică a unei atitudini, anume a credinței. "Rolul simbolurilor religioase este de a da un sens vieții oamenilor. Indienii Pueblos se cred fii "Tatălui Soare", și această credință a lor conferă vieții acestora o dimensiune superioară și un scop care depășește cu mult existența lor limitată. Soarta lor este infinit mai satisfăcătoare decât aceea a omului propriei noastre civilizații care știe că este (și va rămâne) un nimic insignifiant ("un moins que rien" în original), a cărei viață n-are un sens spiritual. Exact acest sentiment că viața are un sens mai vast decât simpla existență individuală, permite omului să se ridice deasupra mecanismului care îl reduce la agent de câștig și de cheltuială. Dacă acest sentiment îi lipsește, omul este pierdut, mizerabil… Dacă Sfântul Pavel ar fi fost convins că nu este decât un țesător ambulant, cu siguranță n-ar fi devenit omul care a fost. Viața lui își trăgea sensul din faptul că era convins că este mesagerul lui Dumnezeu. Putem să-l acuzăm de megalomanie, însă această opinie n-are greutate în fața judecatei generațiilor care i-au urmat."  Putem, alături de Carl Jung, să acceptăm că grandoarea istorică a Sfântului Pavel stă în certitudinea lui că este mesagerul Domnului. Dar putem de asemenea să ne punem întrebarea dacă acest Dumnezeu există și în altă parte decât capul Sfântului Pavel și a celor ca el. Chestiunea care se pune deci în fața filozofului este aceea dacă ideea de Dumnezeu corespunde unei realități exterioare spiritului uman. Dacă Dumnezeu l-a creat pe om ca imagine a sa, sau omul l-a creat pe Dumnezeu ca imagine a lui. Și această întrebare este posibilă tocmai pentru că cele două curente de interpretări ale mitului nu se exclud reciproc.
Primele societăți umane au privilegiat discursul mitico-religios în a lor căutare a adevărului. Societățile moderne, impregnate de reușita științei, au tendința de a considera ca depășit, citește inutil, acest tip de discurs mitico-religios. Și cu toate astea, mituri și religii, contra oricărei așteptări, sunt pe punctul să cunoască un retur, prin miile de persoane care merg în întâmpinarea Papei la fiecare călătorie a acestuia, la noile secte, la apetitul pentru religiozitatea extrem-orientală sau pentru curentul new age. Sunt acești adepți ai new age-ului, amatori și consumatori ai "terapiilor" de toate felurile, responsabilii pentru faptul că raioanele librăriilor noastre sunt umplute mai mult cu cărți dedicate îngerilor și extratereștrilor, decât cu cărți de filozofie! Acest apetit imens pentru discursul mitic și religios obligă la o reflexie asupra raporturilor pe care le întreține cu adevărul. Problema este că discursul mitico-religios se prezintă ca deținător al adevărului, cerându-ne să-l acceptăm pe simpla bază a credinței, ori, bunul simț refuză o astfel de pretenție. Trebuie să respectăm oamenii și imensa valoare pe care aceștia o acordă credințelor lor, însă în același timp trebuie să ne întrebăm asupra acestui tip de discurs înainte de a-i da asentimentul nostru. Chestiunea fundamentală care se pune vis à vis de pretenția de adevăr a mitului și religiei, este deci aceasta: Un discurs este adevărat doar pentru că îi acordăm o mare valoare? Evident că nu, căci, cum explică Durkheim, "sentimentul este obiect al științei, nu criteriu de adevăr." (Regulile metodei sociologice) Discursul mitic a apărut la origine în societățile de vânători-culegători de acum 25 000 de ani, în societăți fără scriere, deci care își asigurau transmiterea culturii lor de manieră orală. Transmisia discursului mitico-religios, care le păstra vie memoria evenimentelor importante pentru comunitate, se baza doar pe memoria individuală a poeților și șamanilor. Miturile variau în timp și spațiu considerabil din această cauză. Odată cu apariția scrierii, în mod natural, prima grijă a comunității a fost unificarea versiunilor într-o unică formă, care a devenit repede "oficială". Marile mituri religiloase puteau atunci să se nască. Biblia, care se află la confluența tradițiilor iudaice și creștine, este un astfel de exemplu. Odată ce miturile au fost fixate în scris, incoerențele interne și acelea dintre versiuni au devenit vizibile, citește șocante. Ceea ce cuvântul camufla, textul revela... Noțiunea însăși de "mit" este asociată, încă din Antichitate, aceleia de "minciună", "eroare" sau "iluzie". Prin însăși etimologia termenului (de origine greacă), mitul este lovit de o notă de derizoriu, așa cum și azi, în cărți, în mass media, mitul este sinonim cu o povestire mincinoasă sau iluzorie de care trebuie să ne debarasăm pentru a percepe adevărul. Astfel, "mythos" înseamnă în greacă "cuvânt" sau "poveste", însă un cuvânt sau poveste care nu este măsurată, raționată, așa cum este cazul sinonimului său "logos". În limba vechilor greci, recunoscuți ca raționaliști, "cuvântul care povestește" n-are aceeași valoare cu "cuvântul care demonstrează"! Aristotel spunea: "Dar subtilitățile mitologice nu merită să fi supuse la un examen serios. Să ne îndreptăm mai degrabă atenția spre cei care gândesc pe baza demonstrației." Mai aproape de timpul nostru, E. B. Taylor, unul dintre fondatorii antropologiei, spunea că mitul este o formă de demență a umanității primitive, pe care ar trebuie s-o extirpăm din civilizațiile superioare. "Trebuie", spune el, "să lucrăm pentru a destina aceste superstiții unei morți sigure. Această muncă, deși nu agreabilă, rămâne cel puțin indispensabilă bună-stării umanității."  Xenofan din Colofon este unul dintre filozofii greci care vor declanșa polemica atât de veche asupra discursului mitic. El se mira că zeii sunt adesea descriși sub formă umană (antropomorfism): "Omul își închipuie zeii după chipul și asemnănarea lui, iar dacă boii, caii și leii și-ar face și ei zeități, le-ar concepe după chipul lor." Voiajând frecvent în Mediterana, el și-a dat seama de multiplicitatea religiilor, punându-și întrebarea de ce ar merita zeii grecilor mai degrabă titlul de "zei adevărați" decât cei ai celorlalte culturi. O întrebarea la care nu există răspuns, pentru că fiecare crede că dumenzeii lui sunt cei adevărați. Critica lui Xenofan pune în evidență limitele credinței și a credincioșilor. El spunea că credincioșilor le scapă adevărul în mod radical: "N-a existat și nici nu va exista un om care să aibă o cunoștință sigură despre zei." Dacă este evident că valoarea mitului stă nu în calitatea sa de adevăr, ci în aceea de efect pe care îl produce, anume crearea unei unități de sens care este fondatoare a valorilor unei societăți prin proiecția acestor valori asupra unui moment fondator, se pune totuși problema dacă acesta are totuși vreo valoare de adevăr. Purtător de sens, da!, dar purtător de adevăr? Această întrebare rămâne pentru orice persoană care analizează credința: ea merge drept în miezul discursului mitic, acesta din urmă fiind esențialmente închis asupra lui însuși în chestiunea pretenției lui la statutul de adevăr. Claude Lévi-Strauss pune în evidență de manieră excelentă acest fapt, anume imposibilitatea discursului mitic de a-și găsi un punct de sprijin în afara lui însuși pentru a dovedi că exprimă un adevăr, atunci când spunea că "Pământul mitologiei este rotund". Altfel spus, nu putem justifica veracitatea mitului decât apelând la un alt mit sau acordând o valoare importantă evenimentelor pe care le relatează. Fapt care ne readuce la întrebarea asta: Un discurs este adevărat doar pentru că îi acordăm o mare importanță? Discursul mitic, ca manieră tradițională de gândire, a reprezentat pentru mult timp unicul mod de a înțelege și a explica lumea. La un moment dat, undeva în Europa, mai precis în Grecia secolului al IV-lea î.e.n., lucrurile s-au schimbat. S-au făcut atunci remarcate noi capacități intelectuale propice apariției filozofiei și științei. Noua manieră de gândire n-a dus la dispariția gândirii mitice, însă aceasta a izgonit-o, lent, foarte lent, din poziția ei dominantă. "Pentru ca discursul uman asupra naturii să nu se prăbușească, ruinat de la interior de maniera vechilor mituri, nu este suficient ca dumnezeii să fie lăsați la poartă; trebuie ca gândirea să fie complet transparentă pentru ea însăși, să nu comporte nici cea mai mică incoerență sau umbră a unei contradicții interne." 
Gândirea mitică implică o căutare de ordine: mitul organizează realitatea trăită de către ființele umane făcând apel la un timp și un spațiu care îi sunt proprii; el ierarhizează ființele și valorile, cu referință la sacru și profan; el face semnificativ ceea ce inițial poate părea absurd, anume nașterea, moartea, sexualitatea, etc. În mitul tradițional, ființe supranaturale acționează în lumea noastră, creând lucruri, creația desfășurându-se într-un trecut care este acela al Originilor. El nu relatează decât ceea ce interesează în cel mai înalt grad ființa umană, ceea ce îl bântuie, ceea ce îi pune probleme: moartea, sexualitatea, viața în societate. Mitul face apel așadar la o logică anume, aceea a imaginarului, fapt care îi asigură de altfel puterea de evocare. În acest sens, mitul este extrem de puternic și plin de semnificații, posedând deci o forță explicativă. În schimb, această forță este limitată, căci acesta nu poate demonstra rațional absolut nimic, și nu poate face obiectul unei discuții. Mitul explică misterul, spunându-l. Aderăm la acesta ascultându-l și repetându-l. În contrast cu acesta, explicația rațională înlocuiește "imaginea evocatoare" a mitului cu "conceptul".
În mituri, totul este posibil, totul se poate întâmpla, și totuși miturile de pretutindeni și din toate timpurile se aseamănă. Acest fapt înseamnă că iraționalitatea lor aparentă ascunde structuri logice permanente. Mitul traduce, în opinia lui Claude Lévy-Strauss, aporiile logice ale dualității același-altul.

## Aspecte ale miturilor
Mitul narează o istorie sacră, sugestivă pentru cel care face parte din cultura care a creat respectivul mit și care aderă necritic la aceasta. Mitul poate relata nu numai originea lumii, a animalelor, a plantelor și a omului, ci și toate evenimentele primordiale în urma cărora omul a devenit ceea ce el este astăzi, adică o ființă organizată în societate, obligată să muncească pentru a trăi și trăind după anumite reguli. Astfel, mitul este istoria fabuloasă a omului revelată și narată de el însuși; mitul este o poveste imaginată de om despre tot ce acesta ignoră, adică despre tot ce a avut loc înaintea lui și va avea loc după el. Și pentru că o astfel de poveste să capete o valoare veridică și convingătoare, el este atribuit divinităților supraomenești și eterne. Doar astfel îi este conferit mitului forța și autoritatea necesară pentru ca în afară de valoarea sa estetică, acesta să capete și o valoare educativă, o valoare de mesaj și de crez.
Mitul se derulează într-un timp primordial și îndepărtat, un timp în afara istoriei. Recitarea miturilor repeta, simbolic, o re-creare a lumii prin ritual. Mitul nu era recitat oricând și oriunde, ci cu ocazia unei ceremonii: naștere, inițiere, căsătorie, moarte, deci cu ocazia unui început sau a unei transformări. 
În accepțiunea lui Mircea Eliade mitul nu mai este considerat o simplă „fabulă“, o „ficțiune“, ci, ca și în lumea străveche, arhaică, se consideră a fi pentru cei care cred în el „o «istorie adevărată» și prețioasă, fiindcă este sacră, exemplară și semnificativă sau o tradiție sacră, relevație primordială, model exemplar“. În Grecia lui Homer mhytos-ul avea o valoare religioasă și metafizică, opunându-se logos-ului și lui historica, iar de la Xenofan încoace a început să desemneze tot „ce nu poate exista cu adevărat“. Aceasta este însă o interpretare incompletă, care nu ține cont de veritabila funcție a mitului, anume aceea dătătoare de sens, mitul înfățișând „modele pentru comportarea omenească și prin însăși aceasta conferă existenței semnificație și valoare“.
Dacă în Grecia lui Homer mhytos-ul avea o valoare religioasă și metafizică, opunându-se logos-ului și lui historica, de la Xenofan încoace a început să desemneze tot „ce nu poate exista cu adevărat“.
Aceasta este însă o interpretare simplistă, fiindcă mitul este viu, înfățișând „modele pentru comportarea omenească și prin însăși aceasta conferă existenței semnificație și valoare“.
Încercând să definească mitul, Eliade arată că acesta „povestește o istorie sacră; el relatează un eveniment care a avut loc în timpul primordial, timpul fabulos al «începuturilor». Altfel zis, mitul povestește cum, mulțumită isprăvilor ființelor supranaturale, o realitate s-a născut, fie că e vorba de realitatea totală, Cosmosul, sau numai de un fragment: o insulă, o specie vegetală, o comportare umană, o instituție. E așadar întotdeauna povestea unei «faceri»: ni se povestește cum a fost produs ceva, cum a început «să fie». Mitul nu vorbește decât despre ceea ce s-a întâmplat «realmente», despre ceea ce s-a întâmplat pe deplin“.
Referindu-se la realități, mitul este o istorie sacră, adică una „adevărată“.
Personajele miturilor „sunt ființe supranaturale“. Ele sunt cunoscute mai ales prin ceea ce au făcut în timpul prestigios al începuturilor. Rezultă că miturile „relevează activitatea lor creatoare și dezvăluie sacralitatea (sau numai caracterul «supranatural») operelor lor“.
Funcția esențială a miturilor este „de a înfățișa modelele exemplare ale tuturor riturilor și ale tuturor activităților omenești semnificative, atât alimentația sau căsătoria, cât și munca, educația, arta sau înțelepciunea“.
Popoarele primitive deosebesc istorii adevărate (miturile), sacre, adresate doar celor care parcurg o traiectorie inițiatică și vizează probleme esențiale (cosmogonia, originea morții), având drept protagoniști ființe divine, supranaturale, cerești sau astrale, de istoriile fale (fabule, basme) care relatează aventurile eroului național (salvatorul poporului, eliberatorul, aducătorul de bine) sau explică anumite caracteristici ale animalelor. Ele descriu nu numai originea lumii, a plantelor, a omului, ci și toate evenimentele primordiale care au modificat condiția umană. Mitul îl învață pe om „istoriile“ primordiale care l-au construit din punct de vedere existențial și tot ce se referă la existență și la propriul mod de a exista.
Așa cum arată astăzi, omul este constituit de evenimentele mitice, petrecute în illo tempore. De aici rezultă că ceea ce s-a petrecut ab origine se poate repeta prin forța riturilor, iar cunoașterea a ceea ce s-a petrecut odinioară înseamnă a afla originea lucrurilor.
Miturile se comunică neofiților în timpul inițierii lor, ele fiind celebrate (reactualizate prin ritualuri ceremoniale. „Istoria“ relatată de mit este o cunoaștere de ordin ezoteric nu numai pentru că este secretă, transmițându-se în cursul unei inițieri, ci și fiindcă este înspțită de o putere magică religioasă (a cunoaște originea unui obicei etc. înseamnă a dobândi asupra acestuia o putere magică, mulțumită căreia îl putem domina).
S-ar putea spune că «trăind» miturile ieșim din timpul profan, cronologic, și pătrundem într-un timp calitativ diferit, un timp sacru, deopotrivă primordial și recuperabil la infinit.
„Religiozitatea“ acestei experiențe de retrăire a miturilor este justificată prin aceea că ea se deosebește de experiența obișnuită a experienței cotidiene.
Reactualizând evenimentele fabuloase, exaltante, semnificative, pătrundem într-o altă lume, „transfigurată, aurorală“ în care sunt prezente ființe supranaturale.
Iată ce afirma B. Malinovski în legătură cu miturile:
„Considerat din punct de vedere a ceea ce este viu într-însul, mitul nu reprezintă o explicație menită să satisfacă o curiozitate științifică, ci o povestire care face din nou să trăiască o realitate originală și care corespunde unei profunde nevoi religioase, unor năzuinție morale, unor constrângeri și unor imperative de ordin social și chiar unor exigențe practice. În civilizațiile primitive, mitul îndeplinește o funcție indispensabilă: el exprimă, scoate în relief, și codifică credințele, salvagardează și impune principiile morale, garantează eficacitatea ceremoniilor rituale și oferă reguli practice care urmează să fie folosite de om. Mitul este (...) o realitate vie la care nu încetăm să recurgem, (...) o adevărată codificare a religiei primitive și a înțelepciunii practice (...). Cunoașterea pe care omul o are despre această realitate îi relevează sensul riturilor și al sarcinilor de ordin moral, precum și modul în care trebuie să le îndeplinească“.

## Categorii de mituri
Miturile memoriale sunt păstrătoarele faptelor ancestrale și se poate presupune că ele au înregistrat fie psihoze colective provocate de evenimente de mari proportii cu caracter insolit (cunoașterea focului, revoluția agrara), fie încercarea empirică de a explica diverse fapte neobișnuite, petrecute de obicei la confluența existențială a două populații de nivel spiritual foarte diferit. 
Exemple: omul primordial, invenția uneltelor, modificările condiției umane (revoluția agrară,), războaiele cerești, potopul și reconstrucția universului.
Miturile fenomenologice privesc fenomele de nivel cosmic, alcătuind narațiuni explicative în jurul marilor întrebări omenești asupra existenței omului și a cadrului său vizibil și nevăzut:
(a) actul cosmogonic ( facerea lumii mai ales din haosul primordial, adesea acvatic, sau din întâlnirea principiului feminin cu cel masculin, sau prin pornirea timpului inert);
(b) antropologia (crearea omului, ca pereche arhetipală sincronică sau diacronica, printr-un singur act definitiv sau în câteva etape experimentale;
(c) escatologia (vizând ideea de moarte);
(d) repetiția manifestărilor naturii (succesiunea zilelor și a nopților, anotimpurilor, erelor terestre si cosmice);
(e) regnurile fabuloase;
(f) cadrul astral (astrele fiind, în concepția mitologică, nu corpuri cerești ci ,,luminători dependenți de voința patronală a anumitor zei, locuințe divine, iar uneori chiar formele vizibile de întruchipare a zeilor);
g) elementele (apa, focul, aerul, eterul).
Miturile cosmografice includ întregul cadru divin, adică pe zei și locuințele lor universale :

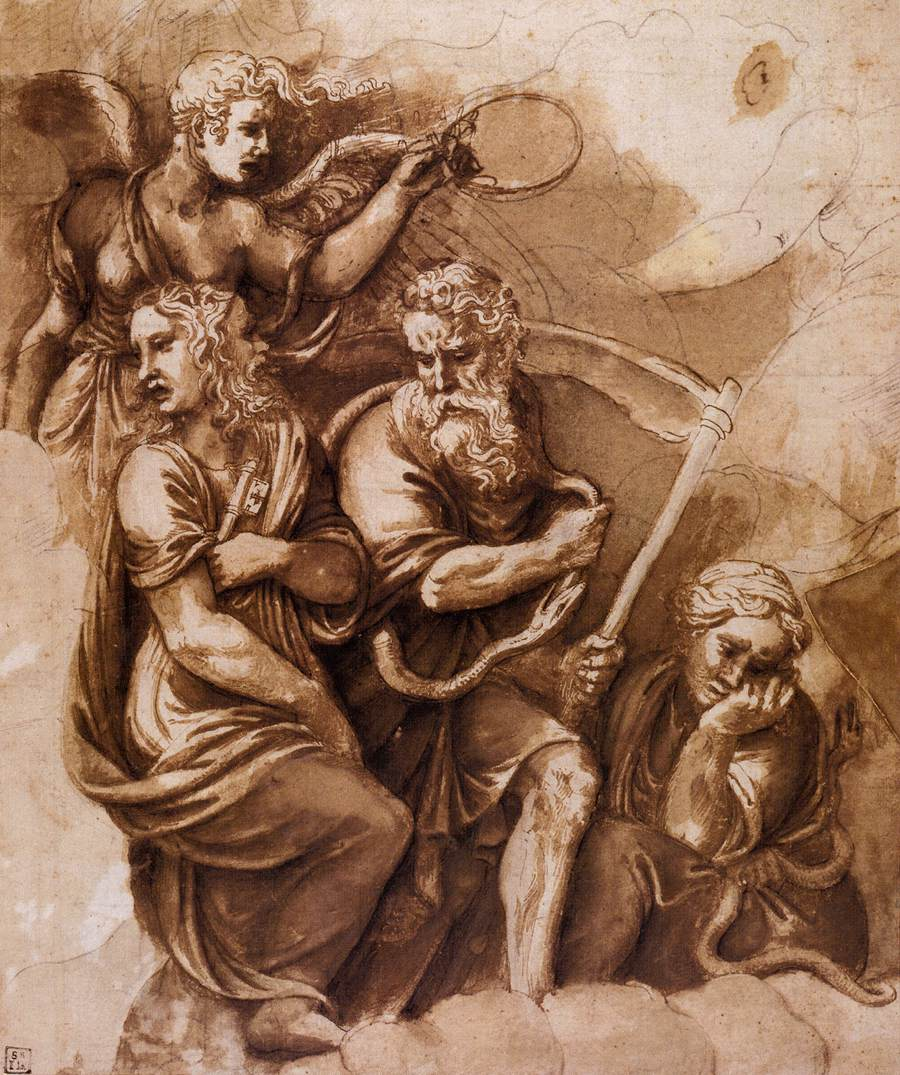
Victoria, Ianus, Cronos și Gaia de Giulio Romano

(a) teogonia (poate cel mai straniu dintre actele mitice, întrucât zeii inșiși se autocreează sau sunt creați;
(b) panteonul (sau totalitatea);
(c) lumile coexistente (de obicei trei fundamentale: cerul, pamântul și subpământul, adică lumea divină, cea umană și cea demonică).
Miturile transcedentale, consacrate de omul primitiv elucidării contradicțiilor existențiale aparente, pe care el nu le accepta decat ideal: 
(a) eroul arhetipal;
(b) suprastructura demonologică;
(c) destinul (ca lege în sine sau sistem de legi implacabile și întrepătrunse, supunandu-și întregul univers, până la detalii, omul, omenirea și chiar zeii);
(d) universul dual (conceptul diviziunii lumii in principii antagonice, care completează în mod general întregul: lumină-intuneric, caldură-frig, mișcare-repaos, viata-moarte, bine-rau);
(e) simbolurile conditiei umane (aspirația omului de a-și depăși condiția – mitul lui Icar);
(f) viața și moartea;
(g) aria timpului.

## Mituri celebre
- Biblia, Geneza
- Mitul și distrugerea Atlantidei
- Mitul lui Prometeu
- Mitul peșterii
- Mitul lui Daphne
- Mitul lui Odiseu
- Mitul lui Icar
- Mitul lui Er - Platon, Republica, Cartea a X-a; Subiect: Soarta sufletelor după moarte, reîntrupare.
- Mitul originii speciilor - Platon, Timaios; Subiect: Bărbații lași degenerează în femei, iar cei neînțelepți în animale; se "rinocerizează", cum ar fi zis Eugen Ionescu), etc.
- Mitul Divinității Guvernante - Platon, Omul politic, 268e - 274e; Subiect: Diviitatea conduce lumea jumătate din ciclul unei perioade cosmice; în cealaltă, fără conducere divină, umanitatea degringolează, până când aceasta va prelua din nou conducerea și va inversa tendința, salvând lumea de la distrugere; reluare a mitului lui Empedocle și a lui Heraclit (unitata curgerii univerale).
- Mitul Anamnezei - Platon, Legile??; Subiect: Orice cunoaștere este o re-cunoaștere, o rememorare, reamintire a cunoașterii pe care omul a avut-o în trecutul prenatal: în trecut sălășuiește nu numai tot ce e bun, frumos și nobil, dar și toată înțelepciunea.